# Isocanace
Isocanace är ett släkte av tvåvingar. Isocanace ingår i familjen Canacidae.
Kladogram enligt Catalogue of Life:
| Isocanace | \| \| Isocanace albiceps \| \| \| \| \| \| Isocanace atra \| \| \| \| \| \| Isocanace australis \| \| \| \| \| \| Isocanace briani \| \| \| \| \| \| Isocanace crosbyi \| \| \| \| \| \| Isocanace flava \| \| \| \| \| \| Isocanace freidbergi \| \| \| \| \| \| Isocanace marksae \| \| \| \| \| \| Isocanace sinensis \| \| \| \| |
|           | \| \| Isocanace albiceps \| \| \| \| \| \| Isocanace atra \| \| \| \| \| \| Isocanace australis \| \| \| \| \| \| Isocanace briani \| \| \| \| \| \| Isocanace crosbyi \| \| \| \| \| \| Isocanace flava \| \| \| \| \| \| Isocanace freidbergi \| \| \| \| \| \| Isocanace marksae \| \| \| \| \| \| Isocanace sinensis \| \| \| \| |
|           | Afrotethina |
|           | |
|           | Apetaenus |
|           | |
|           | Canace |
|           | |
|           | Canacea |
|           | |
|           | Canaceoides |
|           | |
|           | Chaetocanace |
|           | |
|           | Dasyrhicnoessa |
|           | |
|           | Dynomiella |
|           | |
|           | Horaismoptera |
|           | |
|           | Listriomastix |
|           | |
|           | Masoniella |
|           | |
|           | Neopelomyia |
|           | |
|           | Nocticanace |
|           | |
|           | Paracanace |
|           | |
|           | Pelomyia |
|           | |
|           | Pelomyiella |
|           | |
|           | Plesiotethina |
|           | |
|           | Procanace |
|           | |
|           | Pseudorhicnoessa |
|           | |
|           | Sigaloethina |
|           | |
|           | Suffomyia |
|           | |
|           | Tethina |
|           | |
|           | Tethinosoma |
|           | |
|           | Thitena |
|           | |
|           | Xanthocanace |
|           | |
|           | Zalea |
|           | |
|           | Isocanace albiceps |
|           | |
|           | Isocanace atra |
|           | |
|           | Isocanace australis |
|           | |
|           | Isocanace briani |
|           | |
|           | Isocanace crosbyi |
|           | |
|           | Isocanace flava |
|           | |
|           | Isocanace freidbergi |
|           | |
|           | Isocanace marksae |
|           | |
|           | Isocanace sinensis |
|           | |

|  | Isocanace albiceps   |
|  |                      |
|  | Isocanace atra       |
|  |                      |
|  | Isocanace australis  |
|  |                      |
|  | Isocanace briani     |
|  |                      |
|  | Isocanace crosbyi    |
|  |                      |
|  | Isocanace flava      |
|  |                      |
|  | Isocanace freidbergi |
|  |                      |
|  | Isocanace marksae    |
|  |                      |
|  | Isocanace sinensis   |
|  |                      |